# ألان تراوري
ألان تراوري (بالفرنسية: Alain Traoré)‏ (مواليد 31 ديسمبر 1988 في بوبوديولاسو - بوركينا فاسو) لاعب كرة قدم بوركينابي في مركز الوسط المحوري .

## وصلات خارجية
- ألان تراوري على موقع اتحاد تركيا (لاعب) (الإنجليزية)
- ألان تراوري على موقع رابطة كرة القدم الفرنسية للمحترفين (الإنجليزية)
- ألان تراوري على موقع قاعدة بيانات كرة القدم.إي يو (الإنجليزية)
- ألان تراوري على موقع ليكيب (الفرنسية)
- ألان تراوري على موقع ناشيونال فوتبول تيمز (الإنجليزية)
- ألان تراوري على موقع Soccerway.com (الإنجليزية)
- ألان تراوري على موقع عالم كرة القدم.نت (الإنجليزية)
- ألان تراوري على موقع AS.com (الإسبانية)